# Roudi
Au jeu de bridge, le Roudi est une convention d'enchères qui consiste à vérifier s'il existe un fit 5-3 en majeure entre l'ouvreur d'un jeu régulier faible (environ 12-14 points Honneur) et le répondant qui possède 5 cartes dans cette majeure.
Cette convention aurait été introduite en France par le champion Jean-Marc Roudinesco (nl) (1932-2001), d'où son nom.

## Le contexte
Le Roudi intervient après une séquence d'enchères qui a commencé comme suit :
| Nord     | Est   | Sud | Ouest |
| -------- | ----- | --- | ----- |
| 1♣ ou 1♦ | Passe | 1♥  | Passe |
| 1SA      | Passe | 2♣  | Passe |
| ?        |       |     |       |

Le début de séquence indique que l'ouvreur a un jeu régulier d'environ 12 à 14 points H, avec 2 ou 3 cartes dans chaque couleur majeure. L'enchère de 2♣ montre un répondant avec au moins 11 points H et 5 cartes à ♥, qui hésite à déclarer la manche (ou le chelem) à S.A. ou à ♥.

## Réponse de l'ouvreur
En réponse à 2♣, qui est une interrogation, l'ouvreur répond comme suit :
| Convention Roudi 4 paliers                                          | Convention Roudi 3 paliers SEF                                    |
| 2♦ : 2 cartes dans la majeure du partenaire et jeu faible (12 H)    | 2♦ : 2 cartes dans la majeure du partenaire                       |
| 2♥ : 3 cartes dans la majeure du partenaire et jeu faible (12 H)    | 2♥ : 3 cartes dans la majeure du partenaire et jeu faible (12 H)  |
| 2♠ : 3 cartes dans la majeure du partenaire et jeu fort (13-14 H)   | 2♠ : 3 cartes dans la majeure du partenaire et jeu fort (13-14 H) |
| 2 SA : 2 cartes dans la majeure du partenaire et jeu fort (13-14 H) |                                                                   |

## Poursuite des enchères après la réponse de l'ouvreur au Roudi
Le répondant possède les informations indispensables pour décider si le contrat va se jouer à sa majeure ou à SA.
- S'il est faible (11 H) en face d'un ouvreur faible, il peut arrêter les enchères en répétant sa couleur au minimum ou plus rarement en déclarant 2SA
- À partir de 12 H, il déclare la manche de toute façon, soit à sa couleur (si fit), soit à 3SA. Parfois, même en cas de fit à la majeure, le répondant déclare 3 SA si sa majeure est creuse, l'ouvreur pouvant toujours rectifier à 4♥ ou 4♠
- L'annonce d'une nouvelle couleur par le répondant témoigne d'une vraie couleur au moins 4e, et d'un espoir de chelem
- L'annonce d'une nouvelle couleur à saut par le répondant est un splinter et aussi une recherche de chelem.
- 4SA peut être quantitatif (si réponse 2♦ au roudi) ou blackwood (si couleur agréée par la réponse au roudi)